# 第90回アカデミー賞
第90回アカデミー賞（だい90かいアカデミーしょう）は、映画芸術科学アカデミー（AMPAS）が主催する賞であり、2017年の映画を対象とし、2018年3月4日にカリフォルニア州ロサンゼルス市ハリウッドのドルビー・シアターで午後5時30分（PST）より授賞式が行われた。授賞式は通常2月末に行われるが、今回は2018年冬季オリンピックとの競合を避けるため1週遅れとなるアメリカ合衆国ではABCによって放送され、プロデューサーはマイケル・デ・ルカとジェニファー・トッド、ディレクターはグレン・ウェイスが務める。司会は前回に続きコメディアンのジミー・キンメルが務める。2年連続での同一司会者の起用はビリー・クリスタル（1997・1998年）以来のことである。
関連イベントとしては、2017年11月11日にハリウッド&ハイランドセンターで第9回ガヴァナーズ賞授賞式が行われた。2018年2月10日にはカリフォルニア州ビバリーヒルズのビバリー・ウィルシャー・ホテルで パトリック・スチュワートの司会によりアカデミー技術貢献賞授賞式が行われた 。
『シェイプ・オブ・ウォーター』が作品賞、ギレルモ・デル・トロの監督賞など4部門を受賞した。『ダンケルク』は3部門を受賞した。この他に『ブレードランナー2049』、『リメンバー・ミー』、『ウィンストン・チャーチル/ヒトラーから世界を救った男』、『スリー・ビルボード』が2部門を受賞した。『スリー・ビルボード』においてフランシス・マクドーマンドとサム・ロックウェルがそれぞれ主演女優賞、助演男優賞を受賞したほか、『ウィンストン・チャーチル/ヒトラーから世界を救った男』においてゲイリー・オールドマンが主演男優賞を、『アイ,トーニャ 史上最大のスキャンダル』においてアリソン・ジャニーが助演女優賞を受賞した。アメリカ合衆国では2650万人の視聴者を獲得したが、これは歴代では最も低い数値であった。

## 受賞とノミネート
第90回アカデミー賞の候補は2018年1月23日5時22分PST（13時22分UTC）にサミュエル・ゴールドウィン・シアターでティファニー・ハディッシュとアンディ・サーキスにより発表され、アカデミーによりストリーミング配信された。
最多候補作は『シェイプ・オブ・ウォーター』の13部門、次いで『ダンケルク』の8部門、『スリー・ビルボード』の7部門である。

### 結果
受賞者は各項目最上段に太字でダブルダガー () 付きのものである。

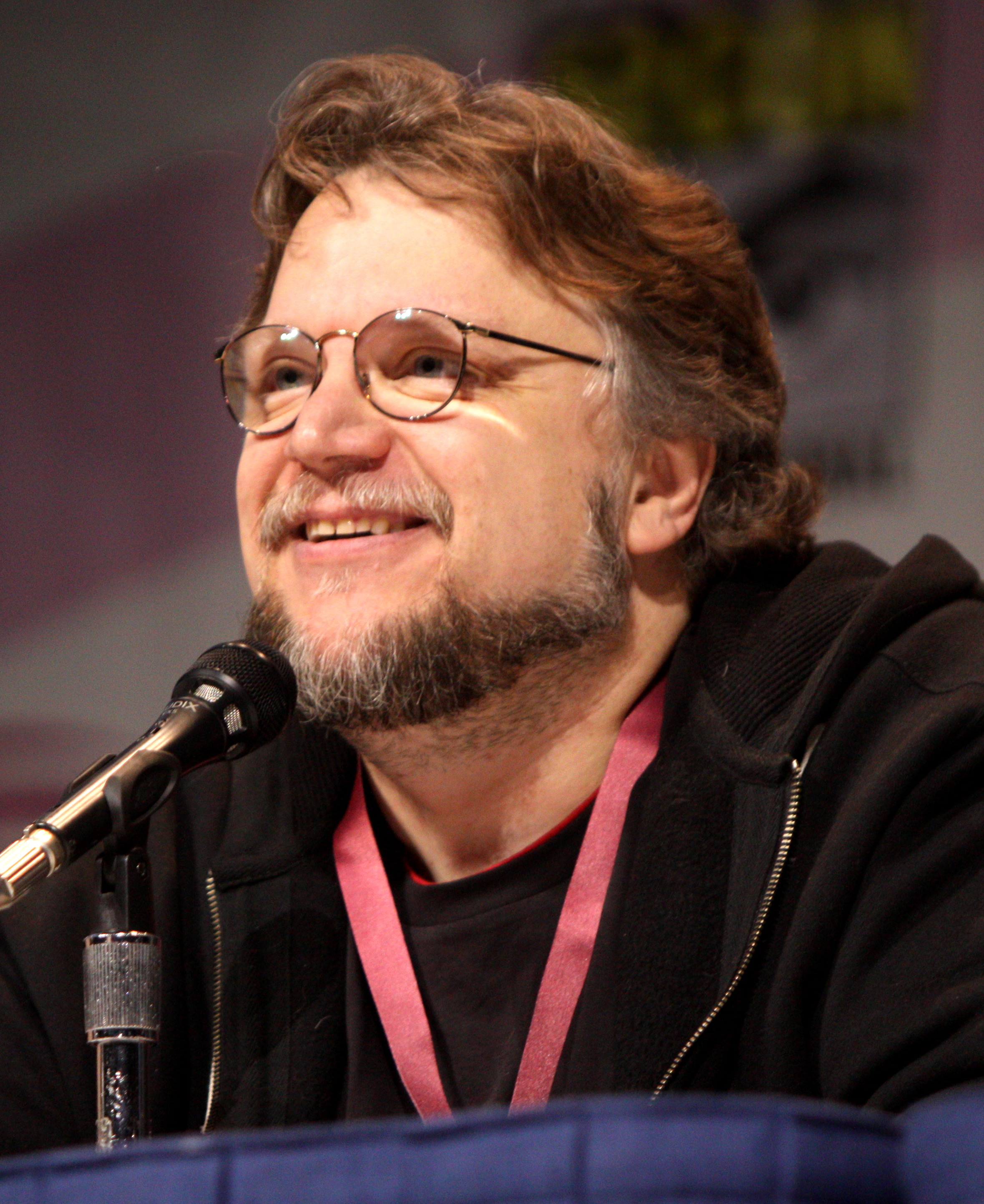
監督賞を受賞したギレルモ・デル・トロ

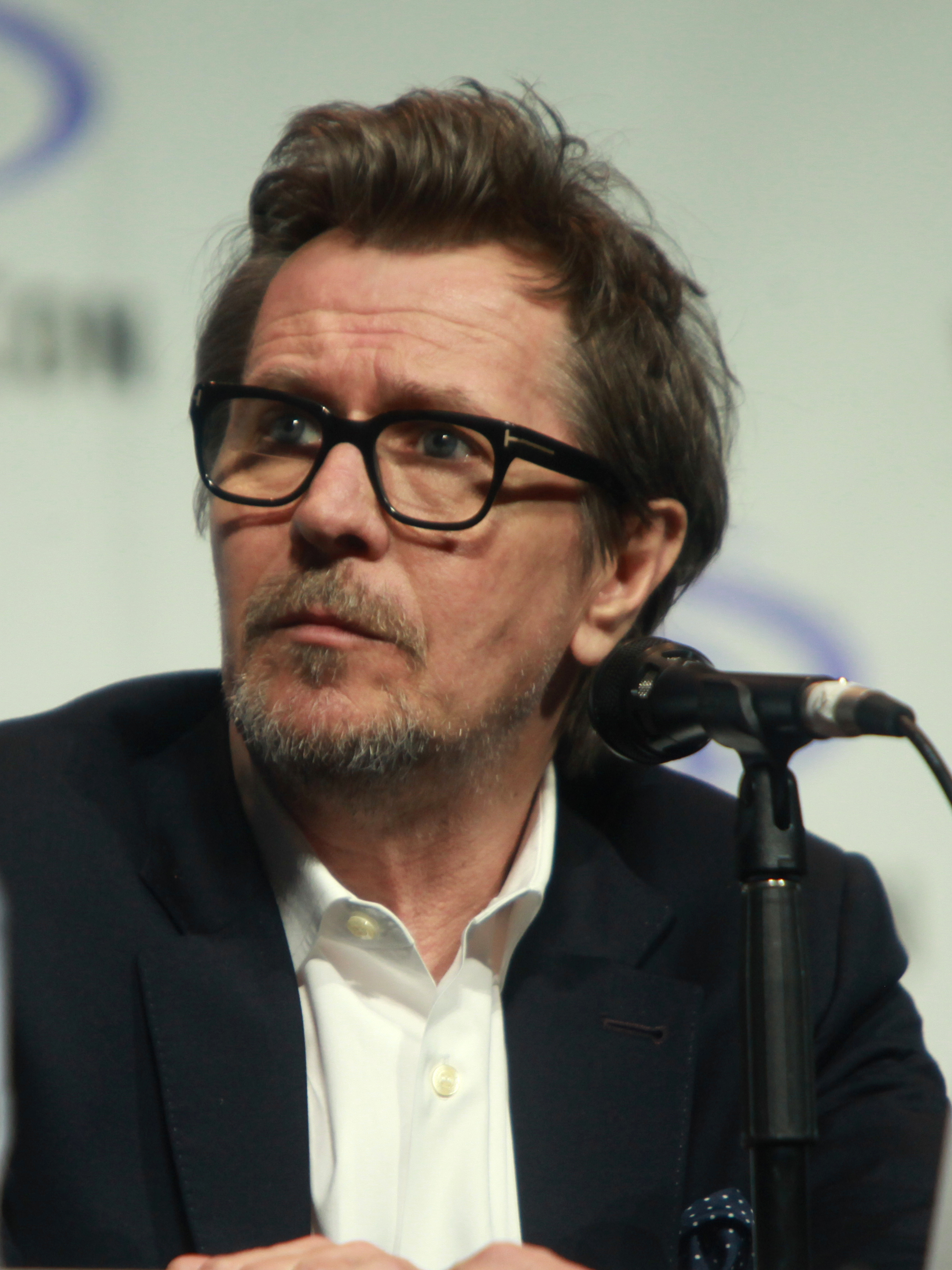
主演男優賞を受賞したゲイリー・オールドマン

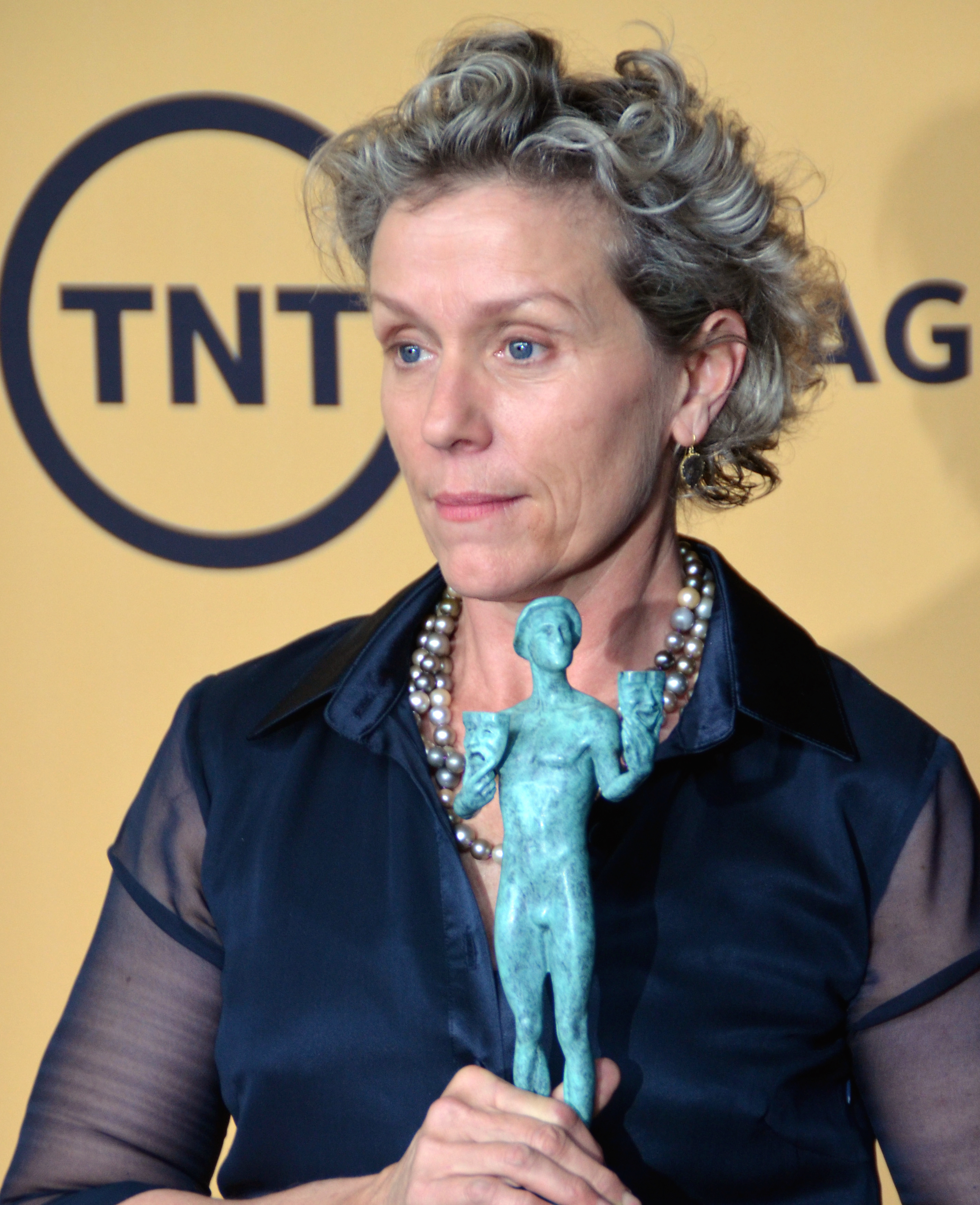
主演女優賞を受賞したフランシス・マクドーマンド

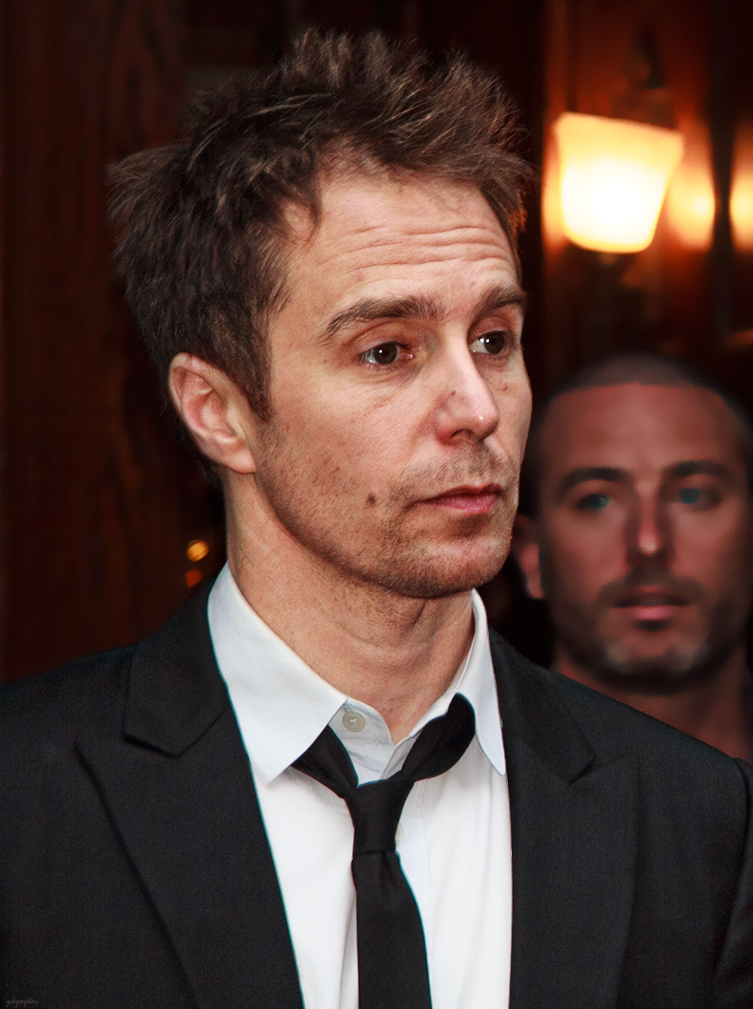
助演男優賞を受賞したサム・ロックウェル

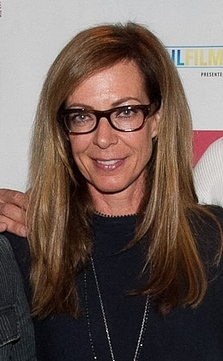
助演女優賞を受賞したアリソン・ジャネイ

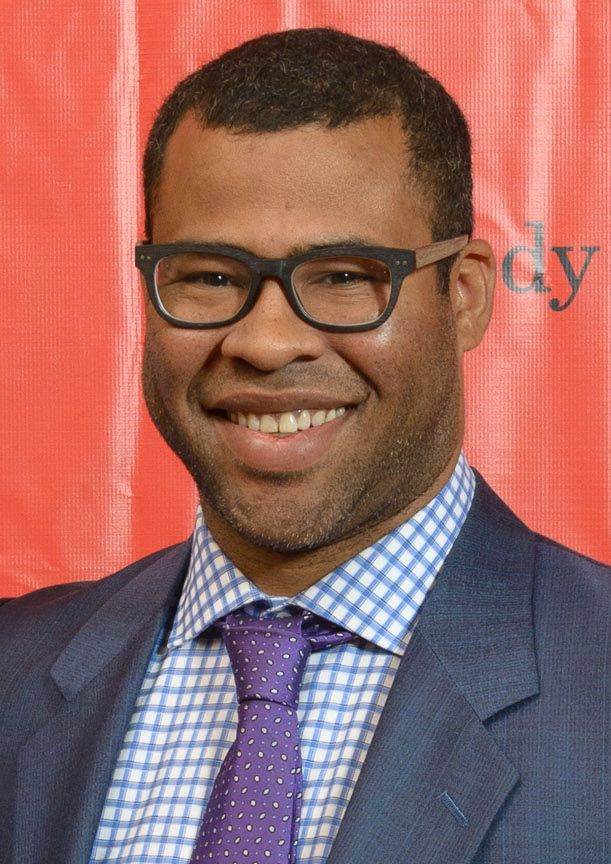
脚本賞を受賞したジョーダン・ピール

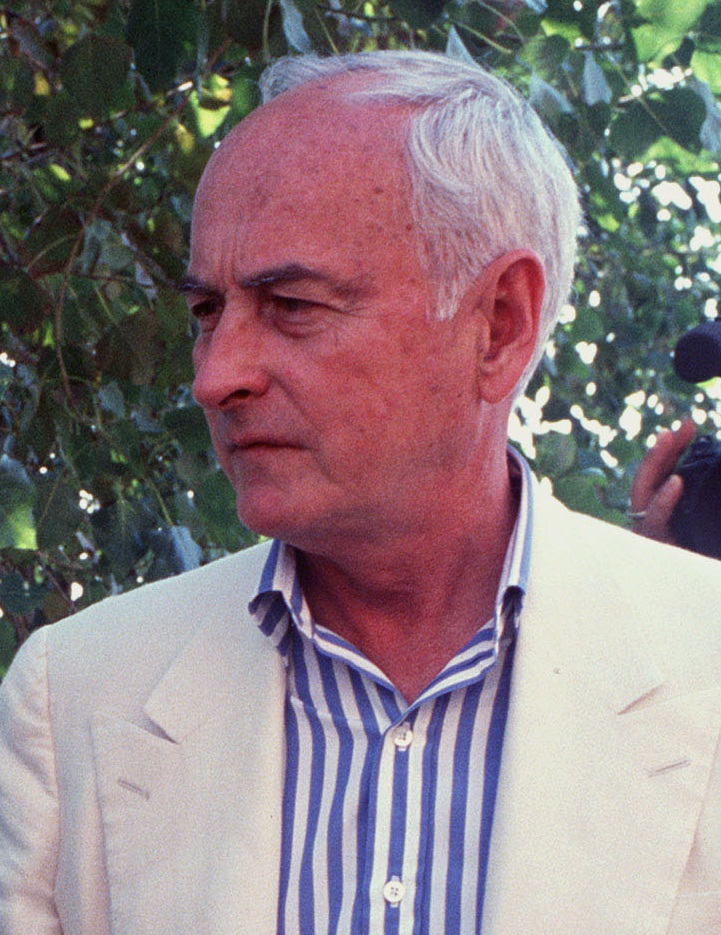
脚色賞を受賞したジェームズ・アイヴォリー

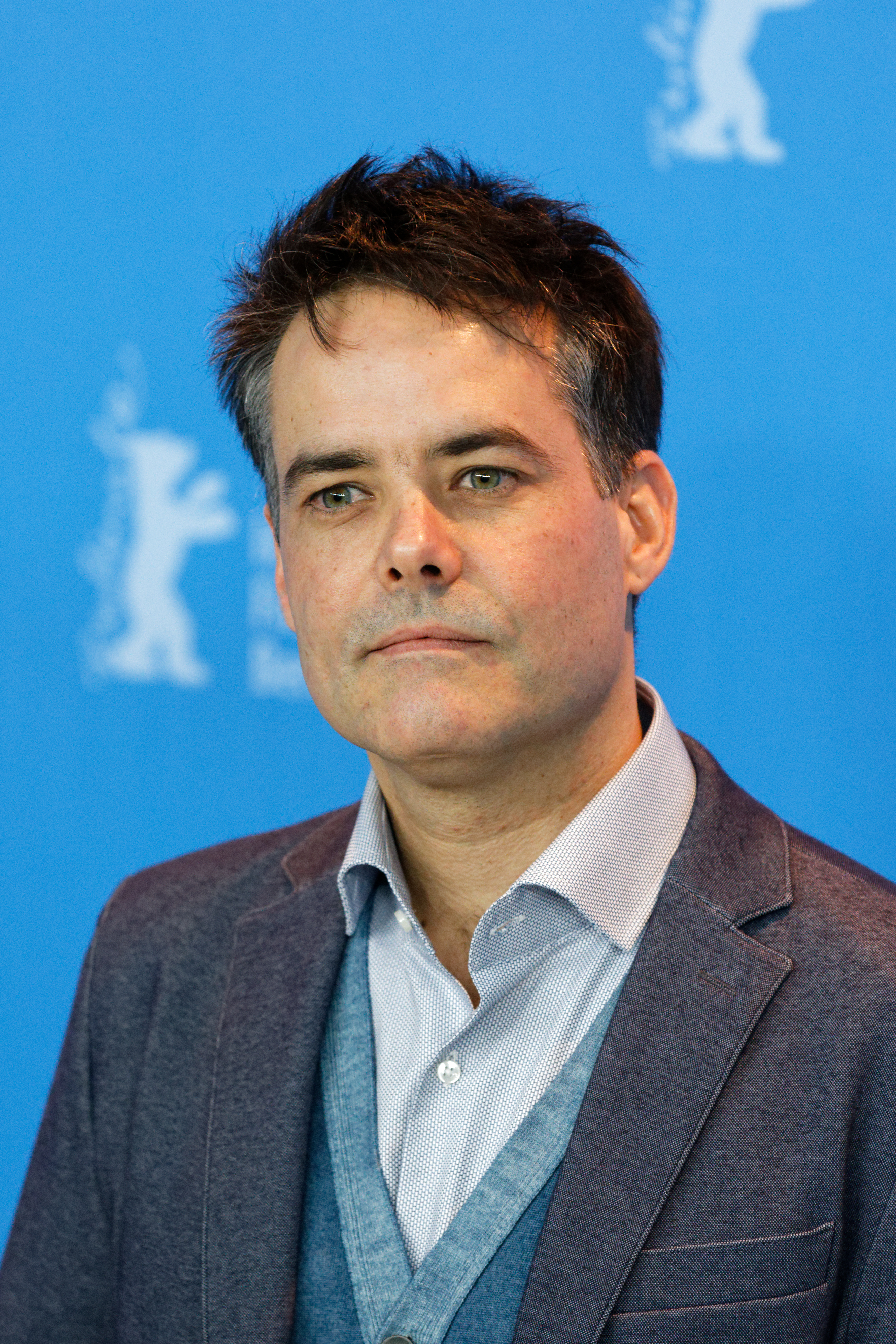
外国語映画賞を受賞したセバスティアン・レリオ

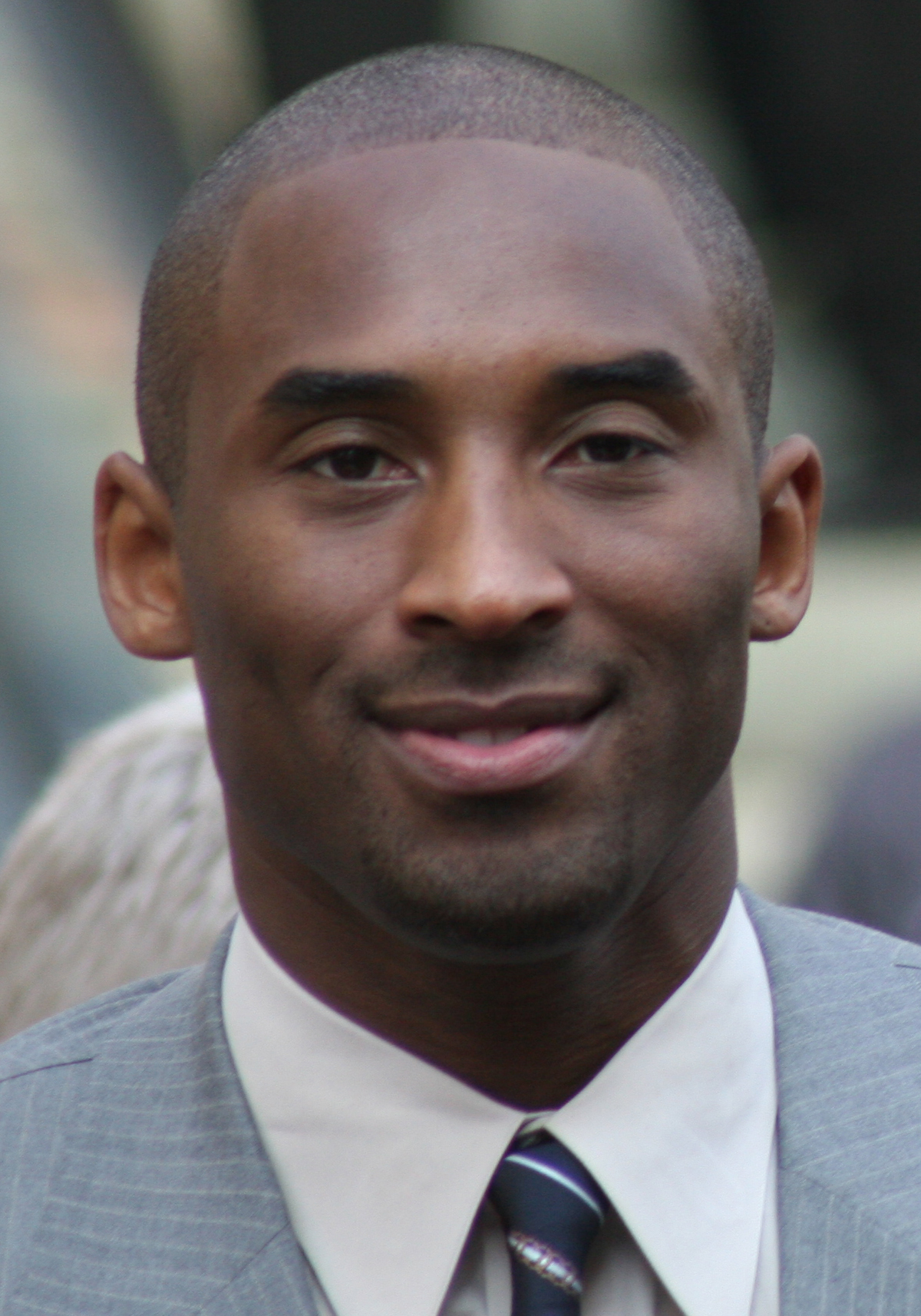
短編アニメ映画賞を受賞したコービー・ブライアント

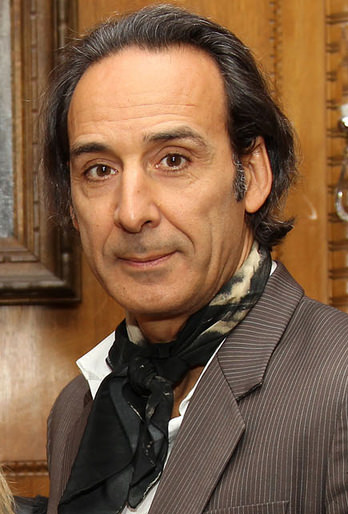
作曲賞を受賞したアレクサンドル・デスプラ

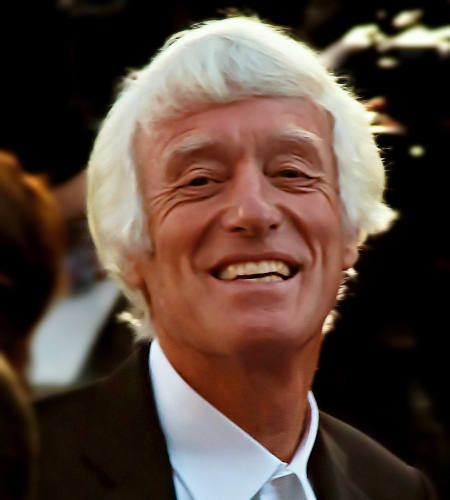
撮影賞を受賞したロジャー・ディーキンス

| 作品賞 - 『シェイプ・オブ・ウォーター』 - ギレルモ・デル・トロ、J・マイルズ・デイル - 『君の名前で僕を呼んで』 - ピーター・スピアーズ、ルカ・グァダニーノ、エミリー・ジョルジュ、マルコ・モラビート - 『ウィンストン・チャーチル/ヒトラーから世界を救った男』 - ティム・ビーヴァン、エリック・フェルナー、リサ・ブルース、アンソニー・マクカーテン、ダニエル・アーバンスキー - 『ダンケルク』 - エマ・トーマス、クリストファー・ノーラン - 『ゲット・アウト』 - ショーン・マッキトリック、ジェイソン・ブラム、エドワード・H・ハム・Jr、ジョーダン・ピール - 『レディ・バード』 - スコット・ルーディン、イーライ・ブッシュ、イヴリン・オニール - 『ファントム・スレッド』 - ジョアン・セラー、ポール・トーマス・アンダーソン、ミーガン・エリソン、ダニエル・ルピ - 『ペンタゴン・ペーパーズ/最高機密文書』 - エイミー・パスカル、スティーヴン・スピルバーグ、クリスティ・マコスコ・クリーガー - 『スリー・ビルボード』 - グレアム・ブロードベント、ピーター・チャーニン、マーティン・マクドナー | 監督賞 - ギレルモ・デル・トロ - 『シェイプ・オブ・ウォーター』 - ポール・トーマス・アンダーソン - 『ファントム・スレッド』 - グレタ・ガーウィグ - 『レディ・バード』 - クリストファー・ノーラン - 『ダンケルク』 - ジョーダン・ピール - 『ゲット・アウト』 |
| 主演男優賞 - ゲイリー・オールドマン - 『ウィンストン・チャーチル/ヒトラーから世界を救った男』 - ウィンストン・チャーチル役 - ティモシー・シャラメ - 『君の名前で僕を呼んで』 - エリオ・パールマン役 - ダニエル・デイ＝ルイス - 『ファントム・スレッド』 - レイノルズ・ウッドコック役 - ダニエル・カルーヤ - 『ゲット・アウト』 - クリス・ワシントン役 - デンゼル・ワシントン - 『ローマンという名の男 -信念の行方-』 - ローマン・J・イスラエル役 | 主演女優賞 - フランシス・マクドーマンド - 『スリー・ビルボード』 - ミルドレッド・ヘイズ役 - サリー・ホーキンス - 『シェイプ・オブ・ウォーター』 - エリザ・エスポジート役 - マーゴット・ロビー - 『アイ,トーニャ 史上最大のスキャンダル』 - トーニャ・ハーディング役 - シアーシャ・ローナン - 『レディ・バード』 - クリスティーン・"レディ・バード"・マクファーソン役 - メリル・ストリープ - 『ペンタゴン・ペーパーズ/最高機密文書』 - キャサリン・グラハム役 |
| 助演男優賞 - サム・ロックウェル - 『スリー・ビルボード』 - ジェイソン・ディクソン保安官役 - ウィレム・デフォー - 『フロリダ・プロジェクト 真夏の魔法』 - ボビー・ヒックス役 - ウディ・ハレルソン - 『スリー・ビルボード』 - ビル・ウィロビー署長役 - リチャード・ジェンキンス - 『シェイプ・オブ・ウォーター』 - ジャイルズ役 - クリストファー・プラマー - 『ゲティ家の身代金』 - J・ポール・ゲティ役 | 助演女優賞 - アリソン・ジャネイ - 『アイ,トーニャ 史上最大のスキャンダル』 - ラヴォナ・ゴールデン役 - メアリー・J. ブライジ - 『マッドバウンド 哀しき友情』 - フローレンス・ジャクソン役 - レスリー・マンヴィル - 『ファントム・スレッド』 - シリル・ウッドコック役 - ローリー・メトカーフ - 『レディ・バード』 - マリオン・マクファーソン役 - オクタヴィア・スペンサー - 『シェイプ・オブ・ウォーター』 - ゼルダ・フラー役 |
| 脚本賞 - 『ゲット・アウト』 - ジョーダン・ピール - 『ビッグ・シック ぼくたちの大いなる目ざめ』 - エミリー・V・ゴードン、クメイル・ナンジアニ - 『レディ・バード』 - グレタ・ガーウィグ - 『シェイプ・オブ・ウォーター』 - ギレルモ・デル・トロ、ヴァネッサ・テイラー - 『スリー・ビルボード』 - マーティン・マクドナー | 脚色賞 - 『君の名前で僕を呼んで』 - ジェームズ・アイヴォリー - アンドレ・アシマンの同名小説より - 『ディザスター・アーティスト』 - スコット・ノイスタッター、マイケル・H・ウェバー - グレッグ・セステロ、トム・ビゼルの同名書籍より - 『LOGAN/ローガン』 - スコット・フランク、ジェームズ・マンゴールド、マイケル・グリーン - コミック『X-メン』とその映画化作品のキャラクターより - 『モリーズ・ゲーム』 - アーロン・ソーキン - モリー・ブルームの同名の自伝より - 『マッドバウンド 哀しき友情』 - ヴァージル・ウィリアムズ、ディー・リース - ヒラリー・ジョーダンの同名小説より                                                   |
| 長編アニメ映画賞 - 『リメンバー・ミー』 - リー・アンクリッチ、ダーラ・K・アンダーソン - 『ボス・ベイビー』 - トム・マクグラス、ラムジー・アン・ナイトー - 『生きのびるために』 - ノラ・トゥーミー 、アンソニー・レオ - 『フェルディナンド』 - カルロス・サルダーニャ - 『ゴッホ 最期の手紙』 - ドロタ・コビエラ、ヒュー・ウェルチマン、イヴァン・マクタガード | 外国語映画賞 - 『ナチュラルウーマン』( チリ)、スペイン語 - セバスティアン・レリオ監督 - 『判決、ふたつの希望』( レバノン)、アラビア語 - ジアド・ドゥエイリ監督 - 『ラブレス』( ロシア)、ロシア語 - アンドレイ・ズビャギンツェフ監督 - 『心と体と』( ハンガリー)、ハンガリー語 - エニェディ・イルディコー監督 - 『ザ・スクエア 思いやりの聖域』( スウェーデン)、スウェーデン語 - リューベン・オストルンド監督 |
| 長編ドキュメンタリー映画賞 - 『イカロス』 - ブライアン・フォゲル、ダン・コーガン - Abacus: Small Enough to Jail - スティーブ・ジェームズ、マーク・ミッテン、ジュリー・ゴールドマン - 『顔たち、ところどころ』 - アニエス・ヴァルダ、JR、ロザリー・ヴァルダ - 『アレッポ 最後の男』 - フェレス・フェイヤド、カリーム・アビード、ソレン・スティーン・ジェシパーソン - 『ストロング・アイランド』 - ヤンス・フォード、ジョスリン・バーンズ | 短編ドキュメンタリー映画賞 - Heaven Is a Traffic Jam on the 405 - フランク・シティフェル - Edith+Eddie - ローラ・チェコウェイ、トーマス・リー・ライト - 『ヘロイン×ヒロイン』 - エレイン・マクミリオン・シェルダン、ケレン・シェルダン - Knife Skills - トーマス・レノン - Traffic Stop - ケイト・デイヴィス、デヴィッド・ヘイルブロナー |
| 短編映画賞 - 『サイレントチャイルド』 - クリス・オーバートン、レイチェル・シェントン - 『ある小学校にて』 - リード・ヴァン・ディーク - 『11時の予約』 - デリン・シール、ジョシュ・ローソン - My Nephew Emmett - ケビン・ウィルソン・Jr - 『だれもが皆』 - カーチャ・ベンラート、トビ・ローゼン | 短編アニメ賞 - 『親愛なるバスケットボール』 - グレン・キーン、コービー・ブライアント - 『ガーデンパーティー』 - ビクター・ケア、ガブリエル・グラッパーロン - 『LOU』 - デイヴ・マリンズ、ダナ・マーレイ - 『ネガティヴ・スペース』 - マックス・ポーター、ルー・クワハタ - 『へそまがり昔ばなし』 - ヤコブ・シュー、ジャン・ラッチャー |
| 作曲賞 - 『シェイプ・オブ・ウォーター』 - アレクサンドル・デスプラ - 『ダンケルク』 - ハンス・ジマー - 『ファントム・スレッド』 - ジョニー・グリーンウッド - 『スター・ウォーズ/最後のジェダイ』 - ジョン・ウィリアムズ - 『スリー・ビルボード』 - カーター・バーウェル | 歌曲賞 - 「リメンバー・ミー」 - 『リメンバー・ミー』 - 作詞・作曲: クリステン・アンダーソン＝ロペス、ロバート・ロペス - "Mighty River" - 『マッドバウンド 哀しき友情』 - 作詞・作曲: メアリー・J. ブライジ、ラファエル・サディーク、タウラ・スティンソン - 「ミステリー・オブ・ラヴ」 - 『君の名前で僕を呼んで』 - 作詞・作曲: スフィアン・スティーヴンス - "Stand Up for Something" - 『マーシャル 法廷を変えた男』 - 作曲: ダイアン・ウォーレン、作詞: コモン、ダイアン・ウォーレン - 「ディス・イズ・ミー」 - 『グレイテスト・ショーマン』 - 作詞・作曲: ベンジ・パセク、ジャスティン・ポール                                    |
| 音響編集賞 - 『ダンケルク』 – リチャード・キング、アレックス・ギブソン - 『ベイビー・ドライバー』 – ジュリアン・スレイター - 『ブレードランナー 2049』 – マーク・マンジーニ、テオ・グリーン - 『シェイプ・オブ・ウォーター』 – ネイサン・ロビタイユ、ネルソン・フェレイラ - 『スター・ウォーズ/最後のジェダイ』 – マシュー・ウッド、レン・クライス | 録音賞 - 『ダンケルク』 – マーク・ウェインガーテン、グレッグ・ランデイカー、ゲイリー・リッツオ - 『ベイビー・ドライバー』 – ジュリアン・スレイター、ティム・キャバジン、メリー・H・エリス - 『ブレードランナー 2049』 – ロン・バートレット、ダグ・ヘムフィル、マック・ルース - 『シェイプ・オブ・ウォーター』 – クリスチャン・クック、ブラッド・ゾーン、グレン・ゴーサー - 『スター・ウォーズ/最後のジェダイ』 – デヴィッド・パーカー、マイケル・セマニック、レン・クライス、スチュアート・ウィルソン |
| 美術賞 - 『シェイプ・オブ・ウォーター』 – プロダクション・デザイン: ポール・デナム・オースタベリー; セット・デコレーション: シェーン・ヴィア、ジェフ・メルヴィン - 『美女と野獣』 – プロダクション・デザイン: サラ・グリーンウッド; セット・デコレーション: ケイティ・スペンサー - 『ブレードランナー 2049』 – プロダクション・デザイン: デニス・ガスナー; セット・デコレーション: アレッサンドラ・クエルゾラ - 『ウィンストン・チャーチル/ヒトラーから世界を救った男』 – プロダクション・デザイン: サラ・グリーンウッド; セット・デコレーション: ケイティ・スペンサー - 『ダンケルク』 – プロダクション・デザイン: ネイサン・クロウリー; セット・デコレーション: ゲイリー・フェティス | 撮影賞 - 『ブレードランナー 2049』 – ロジャー・ディーキンス - 『ウィンストン・チャーチル/ヒトラーから世界を救った男』 – ブリュノ・デルボネル - 『ダンケルク』 – ホイテ・ヴァン・ホイテマ - 『マッドバウンド 哀しき友情』 – レイチェル・モリソン - 『シェイプ・オブ・ウォーター』 – ダン・ローストセン |
| メイクアップ&ヘアスタイリング賞 - 『ウィンストン・チャーチル/ヒトラーから世界を救った男』 – 辻一弘、デヴィッド・マリノフスキ、ルーシー・シビック - 『ヴィクトリア女王 最期の秘密』 – ダニエル・フィリップス、ルー・シェパード - 『ワンダー 君は太陽』 – アリエン・タウテン | 衣裳デザイン賞 - 『ファントム・スレッド』 – マーク・ブリッジス - 『美女と野獣』 – ジャクリーヌ・デュラン - 『ウィンストン・チャーチル/ヒトラーから世界を救った男』 – ジャクリーヌ・デュラン - 『シェイプ・オブ・ウォーター』 – ルイス・セケイラ - 『ヴィクトリア女王 最期の秘密』 – コンソラータ・ボイル |
| 編集賞 - 『ダンケルク』 – リー・スミス - 『ベイビー・ドライバー』 – ポール・マクリス、ジェナサン・エイモス - 『アイ,トーニャ 史上最大のスキャンダル』 – タティアナ・S・リーゲル - 『シェイプ・オブ・ウォーター』 – シドニー・ウォリンスキー - 『スリー・ビルボード』 – ジョン・グレゴリー | 視覚効果賞 - 『ブレードランナー 2049』 – ジョン・ネルソン、ゲルト・ネフツァー、ポール・ランバート、リチャード・R・フーバー - 『ガーディアンズ・オブ・ギャラクシー:リミックス』 – クリストファー・タウンゼンド、ガイ・ウィリアムズ、ジョナサン・フォークナー、ダン・サディック - 『キングコング:髑髏島の巨神』 – スティーヴン・ローゼンバウム、ジェフ・ホワイト、スコット・ベンザ、マイケル・メイナーダス - 『スター・ウォーズ/最後のジェダイ』 – ベン・モリス、マイケル・モルホーランド、ニール・スキャンラン、クリス・コーボールド - 『猿の惑星: 聖戦記』 – ジョー・レッテリ、ダニエル・バレット、ダン・レモン、ジョエル・ホイスト |

### ガヴァナーズ賞
アカデミーは2017年11月11日に9回目となるガヴァナーズ賞授賞式を開催し、以下の賞が贈られた:
アカデミー名誉賞
- アニエス・ヴァルダ  —  フランスの映画監督、脚本家、編集技師、プロデューサー[17]。
- チャールズ・バーネット（英語版）  —  アメリカ合衆国の映画監督、脚本家、プロデューサー、編集技師、撮影監督[18]。
- ドナルド・サザーランド  —  カナダの俳優[19]。
- オーウェン・ロイズマン  —  アメリカ合衆国の撮影監督[20]。

アカデミー特別業績賞
- アレハンドロ・ゴンサレス・イニャリトゥ - バーチャルリアリティプロジェクト『Carne y Arena』に対して[21][22]。

### 複数の部門での候補及び受賞作品
| 候補数 | 作品                                                    |
| ------ | ------------------------------------------------------- |
| 13     | 『シェイプ・オブ・ウォーター』                          |
| 8      | 『ダンケルク』                                          |
| 7      | 『スリー・ビルボード』                                  |
| 6      | 『ウィンストン・チャーチル/ヒトラーから世界を救った男』 |
| 6      | 『ファントム・スレッド』                                |
| 5      | 『ブレードランナー 2049』                               |
| 5      | 『レディ・バード』                                      |
| 4      | 『君の名前で僕を呼んで』                                |
| 4      | 『ゲット・アウト』                                      |
| 4      | 『マッドバウンド 哀しき友情』                           |
| 4      | 『スター・ウォーズ/最後のジェダイ』                     |
| 3      | 『ベイビー・ドライバー』                                |
| 3      | 『アイ,トーニャ 史上最大のスキャンダル』                |
| 2      | 『美女と野獣』                                          |
| 2      | 『リメンバー・ミー』                                    |
| 2      | 『ペンタゴン・ペーパーズ/最高機密文書』                 |
| 2      | 『ヴィクトリア女王 最期の秘密』                         |

| 受賞数 | 作品                                                    |
| ------ | ------------------------------------------------------- |
| 4      | 『シェイプ・オブ・ウォーター』                          |
| 3      | 『ダンケルク』                                          |
| 2      | 『スリー・ビルボード』                                  |
| 2      | 『リメンバー・ミー』                                    |
| 2      | 『ウィンストン・チャーチル/ヒトラーから世界を救った男』 |
| 2      | 『ブレードランナー 2049』                               |

## プレゼンターとパフォーマー
以下は賞のプレゼンターとミュージカルナンバーのパフォーマーの一覧。

### プレゼンター
| 名前                                                            | 役割                                                                  |
| --------------------------------------------------------------- | --------------------------------------------------------------------- |
| ランディ・トーマス                                              | 第90回アカデミー賞のアナウンス                                        |
| ヴィオラ・デイヴィス                                            | 助演男優賞のプレゼンター                                              |
| ガル・ガドット アーミー・ハマー                                 | メイクアップ&ヘアスタイリング賞のプレゼンター                         |
| エヴァ・マリー・セイント                                        | 衣裳デザイン賞のプレゼンター                                          |
| ローラ・ダーン グレタ・ガーウィグ                               | 長編ドキュメンタリー映画賞のプレゼンター                              |
| タラジ・P・ヘンソン                                             | 歌曲賞候補「Mighty River」のパフォーマンスのプレゼンター              |
| アンセル・エルゴート エイザ・ゴンザレス                         | 音響編集賞及び録音賞のプレゼンター                                    |
| クメイル・ナンジアニ ルピタ・ニョンゴ                           | 美術賞のプレゼンター                                                  |
| エウヘニオ・デルベス                                            | 歌曲賞候補「リメンバー・ミー」のパフォーマンスのプレゼンター          |
| リタ・モレノ                                                    | 外国語映画賞のプレゼンター                                            |
| マハーシャラ・アリ                                              | 助演女優賞のプレゼンター                                              |
| BB-8 マーク・ハミル オスカー・アイザック ケリー・マリー・トラン | 短編アニメ賞及び長編アニメ映画賞のプレゼンター                        |
| ダニエラ・ベガ                                                  | 歌曲賞候補「ミステリー・オブ・ラヴ」のパフォーマンスのプレゼンター    |
| トム・ホランド ジーナ・ロドリゲス                               | 視覚効果賞のプレゼンター                                              |
| マシュー・マコノヒー                                            | 編集賞のプレゼンター                                                  |
| ティファニー・ハディッシュ マーヤ・ルドルフ                     | 短編ドキュメンタリー映画賞及び短編映画賞のプレゼンター                |
| デイヴ・シャペル                                                | 歌曲賞候補「Stand Up for Something」のパフォーマンスのプレゼンター    |
| サルマ・ハエック アシュレイ・ジャッド アナベラ・シオラ          | Time's Upのムーブメントと映画の多様性を特集した特別プレゼンテーション |
| チャドウィック・ボーズマン マーゴット・ロビー                   | 脚色賞のプレゼンター                                                  |
| ニコール・キッドマン                                            | 脚本賞のプレゼンター                                                  |
| ウェス・ステュディ                                              | 映画における米軍の描写を特集した特別プレゼンテーション                |
| サンドラ・ブロック                                              | 撮影賞のプレゼンター                                                  |
| ゼンデイヤ                                                      | 歌曲賞候補「ディス・イズ・ミー」のパフォーマンスのプレゼンター        |
| クリストファー・ウォーケン                                      | 作曲賞のプレゼンター                                                  |
| エミリー・ブラント リン＝マニュエル・ミランダ                   | 歌曲賞のプレゼンター                                                  |
| ジェニファー・ガーナー                                          | 『イン・メモリアル』トリビュートのプレゼンター                        |
| エマ・ストーン                                                  | 監督賞のプレゼンター                                                  |
| ジェーン・フォンダ ヘレン・ミレン                               | 主演男優賞のプレゼンター                                              |
| ジョディ・フォスター ジェニファー・ローレンス                   | 主演女優賞のプレゼンター                                              |
| ウォーレン・ベイティ フェイ・ダナウェイ                         | 作品賞のプレゼンター                                                  |

### パフォーマー
| 名前                                                                                | 役割           | 内容                                                       |
| ----------------------------------------------------------------------------------- | -------------- | ---------------------------------------------------------- |
| ハロルド・ホイーラー                                                                | 編曲者・指揮者 | オーケストラ                                               |
| メアリー・J. ブライジ                                                               | 出演者         | 「Mighty River」 - 『マッドバウンド 哀しき友情』           |
| ガエル・ガルシア・ベルナル ミゲル ナタリア・ラフォルカデ                            | 出演者         | 「リメンバー・ミー」 - 『リメンバー・ミー』                |
| スフィアン・スティーヴンス セイント・ヴィンセント モージズ・サムニー クリス・シーリ | 出演者         | 「ミステリー・オブ・ラヴ」 - 『君の名前で僕を呼んで』      |
| アンドラ・デイ コモン                                                               | 出演者         | 「Stand Up for Something」 - 『マーシャル 法廷を変えた男』 |
| キアラ・セトル                                                                      | 出演者         | 「ディス・イズ・ミー」 - 『グレイテスト・ショーマン』      |
| エディ・ヴェダー                                                                    | 出演者         | 『イン・メモリアル』トリビュートでの「Room at the Top」    |

## 記録的な受賞とノミネート
- メアリー・J. ブライジ – 助演女優賞と歌曲賞にノミネート。演技分野と歌曲分野の同時ノミネートは史上初[27]。
- ヤンス・フォード – 『ストロング・アイランド』で長編ドキュメンタリー映画賞にノミネート。トランスジェンダーを公表している監督のノミネートは史上初[28][29][30]。
- グレタ・ガーウィグ – 『レディ・バード』で監督賞にノミネート。女性の監督賞ノミネートは史上5人目[31][32][33][34][35][36]。
- ジェームズ・アイヴォリー – 『君の名前で僕を呼んで』で脚色賞受賞。アカデミー全体で史上最年長（89歳）でのノミネートおよび受賞[37]。
- レイチェル・モリソン – 『マッドバウンド 哀しき友情』で撮影賞にノミネート。女性の撮影賞ノミネートは史上初[38][39]。
- ジョーダン・ピール – 『ゲット・アウト』で作品賞・監督賞・脚本賞にノミネートおよび脚本賞受賞。黒人の撮影賞ノミネートは史上5人目[40][41][42]。黒人監督の作品賞・監督賞・脚本賞の同時ノミネートは史上初[43]。黒人の脚本賞受賞は史上初[44]。
- クリストファー・プラマー – 『ゲティ家の身代金』で助演男優賞にノミネート。アカデミー全体で俳優としては史上最年長（88歳）でのノミネート。なおプラマーは俳優受賞者の最年長記録の保持者（2012年『人生はビギナーズ』での助演男優賞）[45]。
- ディー・リース（英語版） – 『マッドバウンド 哀しき友情』で脚色賞にノミネート。黒人女性の脚色賞のノミネートは史上初および黒人女性の脚本分野でのノミネートは史上2人目[46][47][48]。
- オクタヴィア・スペンサー – 『シェイプ・オブ・ウォーター』で助演女優賞にノミネート。黒人女優のノミネートの最多記録（3回目、ヴィオラ・デイヴィスとタイ）[49]。
- メリル・ストリープ – 『ペンタゴン・ペーパーズ/最高機密文書』で主演女優賞にノミネート。自身が持つ俳優のノミネートの最多記録を更新（21回目）[50][51][52]。
- アニエス・ヴァルダ – 『顔たち、ところどころ』で長編ドキュメンタリー映画賞にノミネート。アカデミー全体で史上最年長（89歳）でのノミネート[53]。
- デンゼル・ワシントン – 『ローマンという名の男 -信念の行方-』で主演男優賞にノミネート。自身が持つ黒人俳優のノミネートの最多記録を更新（8回目）[54]。
- ジョン・ウィリアムズ – 『スター・ウォーズ/最後のジェダイ』で作曲賞にノミネート。自身が持つ存命人物のノミネートの最多記録を更新（51回目）[55]。

## 授賞式情報

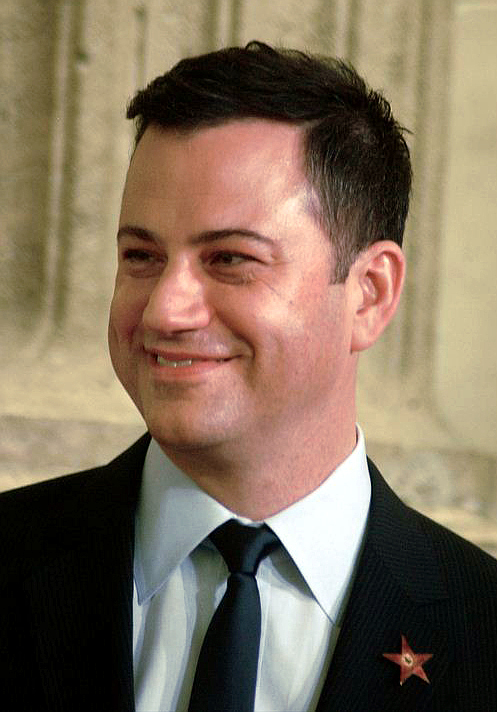
第90回アカデミー賞の司会を務めるジミー・キンメル

前回の授賞式から賛否両論あったが、アカデミーはマイケル・デ・ルカとジェニファー・トッドをプロデューサーとして2年連続で迎え入れた。2017年5月、ジミー・キンメルが2年連続で司会を務めることが発表された。キンメルは再び司会を務めることに興奮しながら、「アカデミー賞の司会は私のキャリアにおけるハイライトであったし、大好きなマイケル・デ・ルカとジェニファー・トッドとともにもう一度呼んでくれたシェリル・ブーン・アイザックス、ドーン・ハドソン、アカデミーに感謝している。もし今年（第89回）のエンディングがめちゃくちゃだったと思うなら、90周年記念ショーの企画を見るまで待って！」とコメントした。キンメルはプロモーション映像を撮影したり、自身のトークショーで議論したりと、授賞式のために広範囲にキャンペーンを行った。
2017年12月4日、授賞式とその前の式典の時間が変更され、両方とも従来より30分早く放送されることが発表された。ノミネート発表の前半には、女優（プリヤンカー・チョープラー、ロザリオ・ドーソン、ガル・ガドット、サルマ・ハエック、ミシェル・ロドリゲス、ゾーイ・サルダナ、モリー・シャノン、レベル・ウィルソン、ミシェル・ヨー）を特集した録画映像が紹介された。
アカデミーの伝統として、前年の主演男優賞の受賞者は翌年の主演女優賞のプレゼンターを務めるが、前年の主演男優賞を受賞したケイシー・アフレックはセクシャルハラスメントの告発によってプレゼンターを辞退することが報じられた。ジョディ・フォスターとジェニファー・ローレンスがともにアフレックの代わりを務めた。主演男優賞のプレゼンターはジェーン・フォンダとヘレン・ミレンが務めた。ウォーレン・ベイティとフェイ・ダナウェイは、去年発表ミスとなった作品賞のプレゼンターを再び務めた。6年連続でステージデザインを手掛けるデレック・マクレインは、4,500万ドルのスワロフスキー・クリスタルでステージを設計した。

### 候補作品の興行収入
| 作品                                                | 候補発表前 (1月23日以前) | 候補発表後 (1月23日 - 3月4日) | 授賞式後 (3月5日) | 累計           |
| --------------------------------------------------- | ------------------------ | ----------------------------- | ----------------- | -------------- |
| ダンケルク                                          | $188 million             | –                             | –                 | $188 million   |
| ゲット・アウト                                      | $175.7 million           | $353,795                      | –                 | $176 million   |
| ペンタゴン・ペーパーズ/最高機密文書                 | $45.8 million            | $34.6 million                 | $903,573          | $81.4 million  |
| シェイプ・オブ・ウォーター                          | $30.4 million            | $27 million                   | $5.2 million      | $62.7 million  |
| ウィンストン・チャーチル/ヒトラーから世界を救った男 | $41.1 million            | $14.5 million                 | $759,068          | $56.7 million  |
| スリー・ビルボード                                  | $32.3 million            | $19.2 million                 | $1.8 million      | $53.8 million  |
| レディ・バード                                      | $39.2 million            | $9.2 million                  | $529,197          | $48.9 million  |
| ファントム・スレッド                                | $6.4 million             | $13.8 million                 | $621,711          | $20.9 million  |
| 君の名前で僕を呼んで                                | $9.4 million             | $6.8 million                  | $833,872          | $17.7 million  |
| 合計                                                | $568.2 million           | $126.7 million                | $10.7 million     | $705.9 million |
| 平均                                                | $63.1 million            | $14.1 million                 | $1.2 million      | $78.4 million  |

2018年1月23日のノミネート発表時には、9本の作品賞候補の北米興行収入の総額は5億6,820万ドルで、映画1本あたりの平均は6,310万ドルだった（ただし4,600万ドルを超えたのは『ダンケルク』『ゲット・アウト』のみ）。ノミネート発表時点で、『ダンケルク』は作品賞候補の中で最も興行収入が高く、アメリカ国内で1億8,800万ドルだった。次点は『ゲット・アウト』（1億7,560万ドル）で、以下は『ペンタゴン・ペーパーズ/最高機密文書』（4,570万ドル）、『ウィンストン・チャーチル/ヒトラーから世界を救った男』（4,100万ドル）、『レディ・バード』（3,910万ドル）、『スリー・ビルボード』（3,220万ドル）、『シェイプ・オブ・ウォーター』（3,040万ドル）、『君の名前で僕を呼んで』（910万ドル）、『ファントム・スレッド』（630万ドル）と続く。
ノミネート発表日から2018年3月4日の授賞式までの期間で、作品賞候補の北米興行収入の総額は1億2,670万ドルで、映画1本あたりの平均は1,400万ドルだった。『ペンタゴン・ペーパーズ/最高機密文書』（3,460万ドル）と『シェイプ・オブ・ウォーター』（2,700万ドル）は、その期間で最も興行収入が高く、以下は『スリー・ビルボード』（1,980万ドル）、『ウィンストン・チャーチル/ヒトラーから世界を救った男』（1,450万ドル）、『ファントム・スレッド』（1,380万ドル）、『レディ・バード』（920万ドル）、『君の名前で僕を呼んで』（750万ドル）、『ゲット・アウト』（1週間の再公開から353,795ドル）と続く。
ノミネートされた全36作品のうち15作品は、当年の米国興行収入トップ50に入っている。15作品のうち、『リメンバー・ミー』（12位）、『LOGAN/ローガン』（15位）、『ダンケルク』（16位）、『ゲット・アウト』（18位）、『ボス・ベイビー』（19位）『フェルディナンド』（35位）のみが作品賞、長編アニメ映画賞、監督賞、男優・女優賞、脚本賞のいずれかにノミネートされている。トップ50のうちその他のノミネート作品は、『スター・ウォーズ/最後のジェダイ』（1位）、『美女と野獣』（2位）、『ガーディアンズ・オブ・ギャラクシー: リミックス』（8位）、『キングコング:髑髏島の巨神』（17位）、『猿の惑星: 聖戦記』（20位）、『ワンダー 君は太陽』（23位）、『グレイテスト・ショーマン』（29位）、『ベイビー・ドライバー』（36位）、『ブレードランナー 2049』（41位）。

### フランシス・マクドーマンドのオスカー像の盗難
主演女優賞を獲得したフランシス・マクドーマンドのオスカー像は、授賞式後のアフターパーティーのチケットを持っていたテリー・ブライアントという男に15分間盗難された。ブライアントは像と自身を撮影し、報道によれば「私が勝ち取った」と周囲に伝えていたという。ブライアントを勝者と信じなかったウルフギャング・パックのカメラマンに捕らえられ、像はマクドーマンドに戻った。
アカデミーは声明の中で、「主演女優賞のフランシス・マクドーマンドと彼女のオスカー像は、昨晩の短い別れの後再会を果たした。窃盗犯はカメラマンとアカデミーの迅速なセキュリティーチームによって即逮捕された」と伝えた。ロサンゼルス市警察に逮捕され、大きな窃盗として告訴されたが、「逃走を犯さなかった」との判決で保釈金なしで解放された。彼は2018年3月28日に裁判所に出席し、聴聞会の予定が5月1日に変更された。

### 批評家の反応と視聴率
授賞式は各種メディアから賛否両論を受けた。いくつかのメディアは批判的だった。映画批評集積サイトのRotten Tomatoesには28件のレビューがあり、批評家支持率は46%となっており、「第90回アカデミー賞は大きな障害もなく安全に終わったが、4時間以上にもわたる式典で驚きの結末のずっと前から歓迎はすり減っていった」と総評した。
ワシントン・ポストのハンク・スタイーバーは、「扱いやすく共有しやすく忘れられない司会者がいれば、テレビ放送は鋭く正確である必要はないことをジミー・キンメルは2年目で示した。我々はここでショービジネスの歴史を作っているのではない。我々はもう一つのオスカーの夜を乗り越えようとしているだけだ」と述べた。Vultureのチーフ批評家、デイビッド・エデルスタインは、「今回は私が今までに見た中で最高で最もインスピレーションがあり、最も激しく好ましいアカデミー賞の放送だったとともに、実際の賞の面では最も失望したものでもあった」と述べた。ヴァニティ・フェアのリチャード・ローソンは、「キンメルは司会として、注意深く適切に考慮されたトーンを一貫した。式典は我々の多くがオスカーを狙っているという野暮で安っぽい装いを維持しながらも、それを取り巻く全ての混乱を認識した素晴らしい仕事をした」と述べた。 CNNのブライアン・ローリーは、「オスカーは大きくて扱いにくい獣で、あまりにも多くの主人に仕えようとしている。しかし、外の世界や見て見ぬふりをされてきた問題を無視せずに祝いのトーンを維持することが式典の一貫した目的だったなら、ホストのジミー・キンメルとショー自身は大いに成功した」と述べた。
一方でショーに批判的な意見もあった。バラエティ誌のモーリーン・ライアンは「すべてのことが考慮され、ショーは控えめな雰囲気を持っていた。ジミー・キンメルは最善の尽力をしていたが、通常、雰囲気に飲みこませるまで2時間かかるというのに、日曜日のテレビ放送はかなり早い段階から活力のない雰囲気で始まった」と述べた。ニューヨーク・タイムズのジェームス・ポニーウジクは、「ハリウッドの最近の激動にもかかわらず、会場が巨大な球体に包まれているかのように見える眩しいセットからも分かるように、式典はほぼ祝福ときらめきにフォーカスしていた。長年にわたって式典の部門が膨らみ続ける問題もある。厄介なのは、すべての部門にそれぞれ支持者がいること」と述べた。エンターテインメント・ウィークリーのDarren Franichは、「長時間であることこそ今年のオスカーの楽しさ。どこをカットできる？」と述べた。 Deadline.comのグレッグ・エヴァンスは、「4時間近くにわたる式典の中でオスカーの90年のために割かれた時間があったか？ おそらくない」と述べた。オレゴニアンのコラムニスト、クリスティ・ターンクイストは、「敬意を表したものだったかと言えば、間違いなくそうだった。冴えない真面目な式典になっていたかと言えば、どちらかといえばそうだった」と述べた。
Nielsen ratingsによれば、米国視聴者は2,650万人に達したが、昨年の式典から16％低下し、オスカー史上最も低い米国視聴率となった。3月6日、最終的な視聴率の確定後、ドナルド・トランプ大統領は、ツイッターで「“歴史上”最低視聴率のオスカー。問題は、もはやスターはいないということ──皆さんの大統領以外は（もちろん冗談）！」とコメント。これに対し、司会のキンメルはツイッターで「ありがとう、“歴史上”最低支持率の大統領」と返した。

## イン・メモリアル
イン・メモリアル（追悼）部門はジェニファー・ガーナーがプレゼンターとなり、2017年に死去したトム・ペティの楽曲「Room at the Top」をエディ・ヴェダーが披露した。この部門では、以下のアーティストをモンタージュで追悼した（以下登場順）。
- ジョン・G・アヴィルドセン – 監督
- トニ・アン・ウォーカー – ヘアスタイリスト
- ジューン・フォーレイ – 女優、声優
- ウォルター・ラサリー – 撮影監督
- チャック・ベリー – 歌手、ソングライター
- ロバート・オズボーン – 脚本家、コラムニスト、テレビ司会者
- ジル・メシック（英語版） – プロデューサー
- ハリー・ディーン・スタントン – 男優
- テレンス・マーシュ（英語版） – プロダクションデザイナー
- リタ・リッグス（英語版） – 衣装デザイナー
- メアリー・ゴールドバーグ – キャスティングディレクター
- アンソニー・ハーヴェイ – 監督、編集技師
- テレーズ・デプレ（英語版） – プロダクションデザイナー
- デブラ・チャズノフ（英語版） – ドキュメンタリー作家
- ヨハン・ヨハンソン – 作曲家
- ジョナサン・デミ – 監督
- ミヒャエル・バルハウス – 撮影監督
- レス・ラザロウィッツ（英語版） – サウンドミキサー
- イドリッサ・ウエドラオゴ – 脚本家、監督
- ジョー・ハイアムズ – パブリックリレーションズ
- ジョン・ハード – 男優
- マーティン・ランドー – 男優
- グレン・ヘドリー – 女優
- エリック・ズムブラナン（英語版） – 編集技師
- ロジャー・ムーア – 男優
- サム・シェパード – 脚本家、男優
- アリソン・シェアマー（英語版） – プロデューサー、エグゼクティヴ
- ジョン・モロ – 衣装デザイナー
- ジャンヌ・モロー – 女優、監督
- ローレン・ジェーンズ（英語版） – スタントマン
- ジョージ・A・ロメロ – 監督、プロデューサー
- ランス・ハワード – 男優
- シュリデヴィ – 女優
- 中島春雄 – 男優
- マーティン・ランソホフ（英語版） – プロデューサー
- ヘップ・ティ・リー – 女優
- ロン・バークレー – メイクアップアーティスト
- ジョセフ・ボローニャ – 男優、脚本家
- フレッド・J・コーネカンプ – 撮影監督
- マレー・ラーナー（英語版） – ドキュメンタリー作家
- ドン・リックルズ – 男優、コメディアン
- 鈴木清順 – 監督
- バーニー・ケイシー – 男優
- シャシ・カプール（英語版） – 男優、プロデューサー
- トーマス・E・サンダース（英語版） – プロダクションデザイナー
- ダニエル・ダリュー – 女優
- ジェラルド・B・グリーンバーグ – 編集技師
- ブラッド・グレー（英語版） – エグゼクティヴプロデューサー、マネージャー
- ミリアム・コロン（英語版） – 女優
- ルイス・バカロフ – 作曲家
- ジェリー・ルイス – 男優、監督、脚本家（コメディアン）

『風と共に散る』でアカデミー助演女優賞を受賞したにもかかわらず、ドロシー・マローンが取り上げられなかった。このほかイン・メモリアル（追悼）部門においては、アダム・ウェスト、ビル・パクストン、デヴィッド・オグデン・スティアーズ、ロバート・ギローム、デラ・リース、ラドリー・メツガー、フランク・ヴィンセントが取り上げられなかった。
アカデミーのウェブサイトには、当部門に含まれなかった他のアーティストに焦点を当てたギャラリーがある。